# Tjåurajaureh
Tjåurajaureh är en sjö i Kiruna kommun i Lappland och ingår i Torneälvens huvudavrinningsområde. Sjön har en area på 0,109 kvadratkilometer och ligger 592,1 meter över havet. Tjåurajaureh ligger i Torneträsk-Soppero fjällurskog Natura 2000-område.

## Delavrinningsområde
Tjåurajaureh ingår i det delavrinningsområde (759287-171619) som SMHI kallar för Mynnar i Muljokjåkka. Medelhöjden är 601 meter över havet och ytan är 25,75 kvadratkilometer. Det finns inga avrinningsområden uppströms utan avrinningsområdet är högsta punkten. Vattendraget som avvattnar avrinningsområdet har biflödesordning 5, vilket innebär att vattnet flödar genom totalt 5 vattendrag innan det når havet efter 430 kilometer. Avrinningsområdet består mestadels av skog (35 procent), sankmarker (34 procent) och kalfjäll (29 procent). Avrinningsområdet har 0,39 kvadratkilometer vattenytor vilket ger det en sjöprocent på 1,5 procent.